# L'Elfe des étoiles
L’Elfe des étoiles est le 38e album de la série de bande dessinée Le Scrameustache de Gos. L'ouvrage est publié en 2008.

## Synopsis
Une elfe des étoiles vient demander l'aide du Scrameustache pour sauver une autre fée.